# ان‌جی‌سی ۵۹۸۲
ان‌جی‌سی به عبارت علمی: NGC 5982 کهکشان بیضوی است که در صورت فلکی دراکو واقع شده‌است. در فاصله ۱۳۰ میلیون سال نوری از زمین واقع شده‌است، که با توجه به ابعاد ظاهری آن، به معنای آن است که NGC 5982 حدود ۱۰۰۰۰۰ سال نوری عرض دارد. توسط ویلیام هرشل در ۲۵ مه ۱۷۸۸ کشف شد.